# ダイアン・ウォーレン

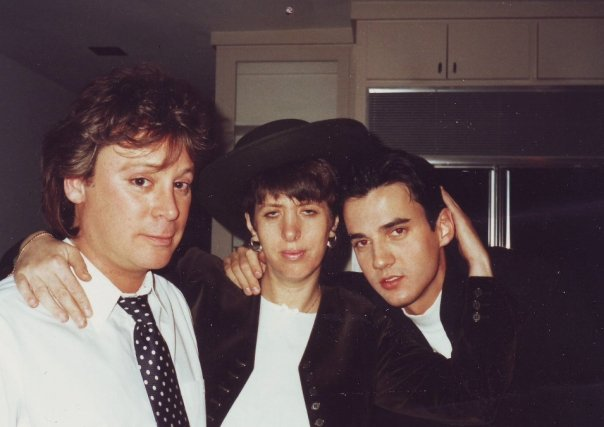
左：エリック・カルメン、中：ダイアン・ウォーレン、右：トミー・ペイジ

ダイアン・イヴ・ウォーレン（英: Diane Eve Warren、1956年9月7日 - ）は、アメリカ合衆国カリフォルニア州出身のソングライター。カリフォルニア州立大学ノースリッジ校卒。彼女が制作した楽曲は、次の通り様々な賞にノミネートされている。アカデミー賞ノミネートが13回（名誉賞を受賞）、ゴールデングローブ賞ノミネートが5回（うち1回受賞）、グラミー賞ノミネートが7回（うち1回受賞）。2001年にソングライターの殿堂入りした。

## 幼少期
彼女はカリフォルニア州バンナイズで生まれ育ったが、よくユダヤ人の子供と誤解されたと、語っている。彼女は反抗的な子供だったため、自分の猫を誤って逃がしてしまったときにトラブルになったことを、ナショナル・パブリック・ラジオのスコット・サイモンへ語った。「音楽が私を救ってくれた」と彼女は言う。その後、彼女の母はソングライターとなる夢をあきらめて秘書の仕事をするように諭したが、彼女の父は励まし続けた。その父への想いを綴った曲が「ビコーズ・ユー・ラヴド・ミー」である。

## 経歴
彼女の最初のヒットはローラ・ブラニガンの「Solitaire」で、1983年の全米シングルチャートで7位を記録した。
ほとんどのダイアンの曲はロマンチックなテーマを扱っているが、彼女は結婚歴はない。
彼女は、すべて異なるアーティストの7曲を同時にビルボードのシングルチャートへ登場させた初めてのソングライターである。ウォーレンは出版社「Realsongs」を所有しており、そこで作品の管理をしている。また、彼女の曲はInternet Movie Databaseに登録されている70以上の映画・テレビ番組で使用されている。
2004年に彼女が作曲したラブソングのコンピレーション・アルバム『Diane Warren Presents Love Songs』を発表した。「ビコーズ・ユー・ラヴド・ミー」（アーティストはセリーヌ・ディオン）、「アン-ブレイク・マイ・ハート」（アーティストはトニ・ブラクストン）などを収録している。「ハウ・ドゥ・アイ・リヴ」についてはリアン・ライムスのヴァージョンではなく、トリーシャ・イヤウッドのヴァージョンが収録されている（リアン・ライムスの曲としては「キャント・ファイト・ザ・ムーンライト」が収録されている）。近年ではダイアンは「バラードの女王」と呼ばれている。
2009年、ユーロビジョン・ソング・コンテスト2009のイギリス代表のため、アンドルー・ロイド・ウェバーと共同で「It's My Life」という曲を制作している 。この曲はジェイド・イーウェンが歌い、2002年以降最高となる全英シングルチャートで5位を記録した。
2010年、ダイアン・ウォーレンはグローバルな女性歌手や男女の作曲家を発掘するため、Avon Voices の審査員となってエイボン・プロダクツへ協力した。

## 代表曲
ダイアンは様々なアーティストのために1000曲以上書いている。以下に主なヒット曲を記述する。
- 「リズム・オブ・ザ・ナイト」(Rhythm of the Night) - デバージ（1985年、全米3位）
- 「愛はとまらない」(Nothing's Gonna Stop Us Now) - スターシップ（1987年、全米1位）、マネキン (映画)の主題歌で、アルバート・ハモンドとの共作
- 「ルック・アウェイ」(Look Away) - シカゴ（1988年、全米1位）
- 「アイ・ゲット・ウィーク」(I Get Weak) - ベリンダ・カーライル（1988年、全米2位）
- 「ブレイム・イット・オン・ザ・レイン」(Blame It on the Rain) - ミリ・ヴァニリ（1989年、全米1位）
- 「ターン・バック・タイム」(If I Could Turn Back Time) - シェール（1989年、全米3位）
- 「ホエン・アイ・シー・ユー・スマイル」(When I See You Smile) - バッド・イングリッシュ（1989年、全米1位）
- 「愛の嵐」(Through The Storm） - アレサ・フランクリン&エルトン・ジョン（1989年、全米16位）
- 「ラヴ・ウィル・リード・ユー・バック」(Love Will Lead You Back) - テイラー・デイン（1990年、全米1位）
- 「ドント・ターン・アラウンド」(Don't Turn Around) - エイス・オブ・ベイス（1994年、全米4位）
- 「君の為に僕は嘘をつく」(I'd Lie for You (And That's the Truth)) - ミートローフ（1995年、全米13位）
- 「ビコーズ・ユー・ラヴド・ミー」(Because You Loved Me) - セリーヌ・ディオン（1996年、全米1位）
- 「アン-ブレイク・マイ・ハート」(Un-Break My Heart) - トニ・ブラクストン（1996年、全米1位）
- 「リーチ」(Reach) - グロリア・エステファン（1996年、アトランタ五輪オフィシャルソング）
- 「ハウ・ドゥ・アイ・リヴ」(How Do I Live) - リアン・ライムス（1997年、全米2位）、トリーシャ・イヤウッド（1997年、全米23位）
- 「フォー・ユー・アイ・ウィル」(For You I Will) - モニカ（1997年、全米4位）
- 「ザ・ワン・アイ・ゲイヴ・マイ・ハート・トゥ」(The One I Gave My Heart To) - アリーヤ（1997年、全米9位）
- 「The Arms of the One Who Loves You」Xscape (1998年、全米7位)
- 「ミス・ア・シング」(I Don't Want to Miss a Thing) - エアロスミス（1998年、全米1位）
- 「ハヴ・ユー・エヴァー」(Have You Ever?) - ブランディ（1998年、全米1位）
- 「ミュージック・オブ・マイ・ハート」(Music of My Heart) - イン・シンク & グロリア・エステファン（1999年、全米2位）
- 「キャント・ファイト・ザ・ムーンライト」(Can't Fight the Moonlight) - リアン・ライムス（1999年、全米11位）
- 「フロム・ザ・ハート」(From the Heart) - アナザー・レベル（1999年、全英6位）
- 「アイ・ターン・トゥ・ユー」(I Turn to You) - クリスティーナ・アギレラ（2000年、全米3位）
- 「アイ・ラーンド・フロム・ザ・ベスト」(I  Learned From the Best) - ホイットニー・ヒューストン（2000年、全米27位）
- 「キャント・テイク・ザット・アウェイ」(Can't Take That Away (Mariah's Theme)) - マライア・キャリー（2000年、Rainbow収録）
- 「スパニッシュ・ギター」(Spanish Guitar) - トニ・ブラクストン（2000年、The Heat収録）
- 「永遠に愛されて〜パール・ハーバー愛のテーマ」(There You'll Be) - フェイス・ヒル（2001年、全米10位）

## 受賞歴

### アカデミー賞
- 「愛はとまらない」- 第60回アカデミー賞（ノミネート）
- 「ビコーズ・ユー・ラヴド・ミー」- 第69回アカデミー賞（ノミネート）
- 「ハウ・ドゥ・アイ・リヴ」- 第70回アカデミー賞（ノミネート）
- 「ミス・ア・シング」- 第71回アカデミー賞（ノミネート）
- 「ミュージック・オブ・マイ・ハート」- 第72回アカデミー賞（ノミネート）
- 「永遠に愛されて〜パール・ハーバー愛のテーマ」- 第74回アカデミー賞（ノミネート）
- 名誉賞 - 第95回アカデミー賞（受賞）[2]

### ゴールデングローブ賞
- 「リズム・オブ・ザ・ナイト」- 第44回ゴールデングローブ賞（ノミネート）
- 「愛はとまらない」- 第46回ゴールデングローブ賞（ノミネート）
- 「ビコーズ・ユー・ラヴド・ミー」- 第54回ゴールデングローブ賞（ノミネート）
- 「永遠に愛されて〜パール・ハーバー愛のテーマ」- 第59回ゴールデングローブ賞（ノミネート）
- 「ユー・ハヴント・シーン・ザ・ラスト・オブ・ミー」 - 第68回ゴールデングローブ賞（受賞）

### グラミー賞
- 「愛はとまらない」（ノミネート）
- 「ビコーズ・ユー・ラヴド・ミー」 - 第39回グラミー賞（受賞）
- 「ハウ・ドゥ・アイ・リヴ」（ノミネート）
- 「ミス・ア・シング」（ノミネート）
- 「ミュージック・オブ・マイ・ハート」（ノミネート）
- 「永遠に愛されて〜パール・ハーバー愛のテーマ」（ノミネート）